# Sunnyside Bowl
Die Sunnyside Bowl (englisch für Sonnenseitekessel) ist ein Bergkessel im Südosten der Adelaide-Insel westlich der Antarktischen Halbinsel. Er liegt nördlich des Trident Peak am Kopfende des Sunshine Glacier.
Das UK Antarctic Place-Names Committee benannte ihn 2011.